# 國定殺戮日系列
《國定殺戮日》（英語：The Purge）是一系列美國科幻驚悚恐怖電影，由詹姆斯·狄莫納哥執導和編劇。目前共有五部電影，第一部《國定殺戮日》和第二部《國定殺戮日：無法無天》分別於2013年和2014年上映，而第三部《國定殺戮日：大選之年》於2016年上映。第四部電影《殺戮元年》於2018年上映，同時也是一部前傳。第五部兼最後一部電影《無限殺戮日》已經於2021年上映。
故事設定於美國的未來，每年都會有一天12小時內所做的一切犯罪皆是合法，而稱作「國定殺戮日」。

## 背景概要
2014年開始，美國進入“新時代”，政府面臨經濟逐漸崩潰、失業率上升、犯罪率失控的情況下，「美國新建國元勳」（New Founding Fathers of America）作為新執政黨統治美國，聯合創辦出「國定殺戮日」（The Purge）：一年一度的無政府節日。每年3月21日晚上七點至3月22日早上七點，節日當天的夜晚十二小時中（晚上七點到早上七點），准許所有的犯罪活動：殺人、搶劫、放火……。節日授權人們自由使用任何武器，而四級以上武器（爆炸物）則禁止使用。夜晚期間，醫院、警察局與消防隊等等救援服務則全部停止，直到早間殺戮日結束後才會正常恢復供應，因此所有人必須靠自己的努力來生存、度過十二小時。
除了限定規則以外，人們能夠在這十二小時中自由活動，宣洩一年下來所積累的傷痛、暴力或不安情緒，殺死所憎恨的人、或者素昧平生的人來“洗滌”靈魂。因此，逃亡在外的窮人、病人或無家可歸者則很可能會成為夜晚的首位犧牲者，只有十級以上的政府高官或者公眾人物擁有豁免權，在殺戮日中依然能受到保護。當然，是否要加入活動是由自己選擇：如果選擇加入，動手之前先保證自己先不要被殺；如果選擇不加入，就盡其所能熬過這十二小時。
拜此夜晚所赐，美國槍械管制被廢除，連一名八歲小孩都有權利進入一家槍械店購買武器。許多人認為這個活動不僅可以用來宣洩社會壓力，甚至也可以借機除掉那些無法自保、對社會無用的敗類。但也有一小部分「反對者」認為這個活動只會增加人類的喪心病狂之程度，讓人類打破界限、做出絕事；而投票結果為支持者的聲音遠遠超過反對者。但沒過幾年，美國的失業率與犯罪率幾乎不到1%，而政府同時將殺戮日作為減少經濟重擔、以及人口過多問題的解決方案。
在第三部中，由於執政黨為了防止反對黨的總統候選人當選，而臨時更動新的規則，讓政府高官也和平民一樣，沒有豁免被殺戮的權力。
|              | 感謝我們的新建國元勳們，賜予我們這次殺戮的機會，來洗滌我們的靈魂。願天佑美國，新時代崛起！ |
| ——殺戮日宣言 |                                                                                            |

## 電影

### 《國定殺戮日》（2013）
由伊森·霍克、琳娜·海莉、麥斯·博克霍德、阿黛萊德·凱恩、里斯·韋克菲爾德與艾德恩·霍吉主演。故事敘述詹姆斯·桑丁相當自豪自家的堡壘型防盜系統足以讓他們一家安全躲過這次的「國定殺戮日」，但未料因兒子的同情心讓一名被鎖定追殺的無家可歸者進來，因此引來殺戮者徘徊不去，使桑丁一家陷入危機。

### 《國定殺戮日：無法無天》（2014）
由法蘭克·葛里洛、卡門·艾喬戈、扎克·吉爾福德、凱莉·桑切斯、邁克·肯尼斯·威廉姆斯與艾德恩·霍吉主演。故事敘述警長李歐·巴恩斯原本想利用「國定殺戮日」來向害死自己愛子的人復仇，但在街上遇見了逃難的桑切斯母女及情侶檔，被迫組成小隊來躲避其他殺戮者的襲擊，努力的活過這個夜晚。

### 《國定殺戮日：大選之年》（2016）
由法蘭克·葛里洛、貝蒂·蓋布里爾、艾德恩·霍吉、凱爾·賽科特、喬瑟夫·朱利安·索里亞、麗莎·哥倫布-扎亞斯、麥卡提·威廉森與伊莉莎白·米雪主演。前警長李歐·巴恩斯成为了參議員夏琳·罗安的保全隊長，夏琳以廢除「國定殺戮日」作為參選總統的政見，並在民調中一路領先。執政的「美國新建國元勛黨」為此宣布今年的「國定殺戮日」將取消對高官的豁免權，想趁機取夏琳性命。

### 《殺戮元年》（2018）
由瓦蘭·諾埃爾、萊克斯·史考特·戴維斯、喬伊文·韋德、露娜·勞倫·維萊斯和瑪麗莎·托梅主演。該片為《國定殺戮日》的前傳；主要詳述執政黨「美國新建國元勛黨」為了降低失業率及犯罪率，提出「國定殺戮日」的構想，並選在紐約市史泰登島舉辦首次實驗。

### 《無限殺戮日》（2021）
由安娜·狄拉·雷格拉、泰諾克·烏爾塔、喬許·盧卡斯和卡西迪·弗里曼主演。劇情接續《國定殺戮日：大選之年》，「美國新建國元勛黨」時隔數年再度執政，並恢復實行「國定殺戮日」。然而許多偏激愛國者卻組織起來，於「國定殺戮日」後持續進行非法殺戮，使美國整個社會進入失序狀態。在德州，一年前偷渡進美國定居的墨西哥夫婦與美國牧場主家庭，聯手起來要在一片混亂中跨越邊境，以抵達墨西哥安全營地。

### 第六部電影
《無限殺戮日》原定為系列收官作，但製片人傑森·布倫2021年6月表示有意繼續拍下去。詹姆斯·狄莫納哥證實第六部電影概念：聚焦於《無法無天》和《大選之年》的李歐·巴恩斯一角。

## 電視劇
2017年5月，Syfy和USA電視台定於2018年推出《國定殺戮日》的電視劇。

## 重複登場的演員和角色
| 角色                           | 電影               | 電影                     | 電影                                 | 電影         | 電影            | 電影                    | 電視劇         | 電視劇         |
| 角色                           | 《國定殺戮日》     | 《國定殺戮日：無法無天》 | 《國定殺戮日：大選之年》             | 《殺戮元年》 | 《無限殺戮日》  | 《國定殺戮日6》（暫稱） | 《國定殺戮日》 | 《國定殺戮日》 |
| 角色                           | 《國定殺戮日》     | 《國定殺戮日：無法無天》 | 《國定殺戮日：大選之年》             | 《殺戮元年》 | 《無限殺戮日》  | 《國定殺戮日6》（暫稱） | 第一季         | 第二季         |
| ------------------------------ | ------------------ | ------------------------ | ------------------------------------ | ------------ | --------------- | ----------------------- | -------------- | -------------- |
| 梅根·路易斯 殺戮日緊急廣播系統 | 辛蒂·羅賓森        | 辛蒂·羅賓森              | 辛蒂·羅賓森                          | 辛蒂·羅賓森  | 辛蒂·羅賓森     | 辛蒂·羅賓森             | 辛蒂·羅賓森    | 辛蒂·羅賓森    |
| 丹特·畢夏普 流血陌生人         | 艾德恩·霍吉        | 艾德恩·霍吉              | 艾德恩·霍吉                          |              |                 |                         |                |                |
| 詹姆斯·桑丁                    | 伊森·霍克          | 伊森·霍克                |                                      |              |                 |                         |                | 伊森·霍克      |
| 變態殺戮者                     | 泰勒·奧斯特坎普    | 泰勒·奧斯特坎普          |                                      |              |                 |                         |                |                |
| 變態殺戮者                     | 內森·克拉克森      |                          |                                      |              |                 |                         |                |                |
| 禮貌領導人                     | 雷斯·威克菲爾德    | 雷斯·威克菲爾德          |                                      |              |                 |                         |                |                |
| 金髮女變態殺戮者               | 艾莉西亞·貝拉-貝利 | 艾莉西亞·貝拉-貝利       |                                      |              |                 |                         |                |                |
| 李歐·巴恩斯 中士               |                    | 法蘭克·葛里洛            | 法蘭克·葛里洛                        |              |                 | 法蘭克·葛里洛           |                |                |
| 查莉·蘿恩總統                  |                    |                          | 伊莉莎白·米歇爾克莉絲蒂·可可（年幼） |              | 伊莉莎白·米歇爾 |                         |                |                |
| 鮑比·謝里登                    |                    |                          |                                      |              |                 |                         | 德蒙特·莫羅尼  | 德蒙特·莫羅尼  |

## 迴響

### 政治影响
美国总统川普支持枪杀涉嫌店铺行窃的人、让警察对犯罪者实施类似惊栗电影《国定杀戮日》“真正暴力的一天”、法外处决未成年罪犯以及对走私者执行死刑。他也支持对杀害美国公民和执法人员的非法移民、人口贩子和毒贩判处死刑。

### 專業評價
| 電影                     | 爛番茄           | Metacritic     | CinemaScore |
| ------------------------ | ---------------- | -------------- | ----------- |
| 《國定殺戮日》           | 38%（131條評論） | 41（33條評論） | C           |
| 《國定殺戮日：無法無天》 | 57%（117條評論） | 50（32條評論） | B           |
| 《國定殺戮日：大選之年》 | 55%（111條評論） | 55（30條評論） | B+          |
| 《殺戮元年》             | 54%（112條評論） | 54（39條評論） | B-          |
| 《無限殺戮日》           | 48%（129條評論） | 54（29條評論） | B-          |

### 票房
| 電影                     | 美國上映日期  | 票房       | 票房       | 票房       | 預算       | 參考   |
| 電影                     | 美國上映日期  | 北美       | 其他地區   | 全球       | 預算       | 參考   |
| ------------------------ | ------------- | ---------- | ---------- | ---------- | ---------- | ------ |
| 《國定殺戮日》           | 2013年6月7日  | 6447萬美元 | 2485萬美元 | 8930萬美元 | 300萬美元  | [ 17 ] |
| 《國定殺戮日：無法無天》 | 2014年7月18日 | 7196萬美元 | 3864萬美元 | 1.1億美元  | 900萬美元  | [ 18 ] |
| 《國定殺戮日：大選之年》 | 2016年7月1日  | 7904萬美元 | 3937萬美元 | 1.18億美元 | 1000萬美元 | [ 19 ] |
| 《殺戮元年》             | 2018年7月4日  | 6908萬美元 | 6712萬美元 | 1.3億美元  | 1300萬美元 | [ 20 ] |
| 《無限殺戮日》           | 2021年7月2日  | 4444萬美元 | 3021萬美元 | 7466萬美元 | 1800萬美元 | [ 21 ] |
| 總計                     | 總計          | 3.2億美元  | 1.8億美元  | 5.04億美元 | 5300萬美元 |        |

## 外部連結
- 官方网站
- 官方网站 at Blumhouse Productions' website